# Löytänänjärvi (sjö i Birkaland)
Löytänänjärvi är en sjö i Finland. Den ligger i kommunen Tammerfors i landskapet Birkaland, i den södra delen av landet, 190 km norr om huvudstaden Helsingfors. Löytänänjärvi ligger 97,6 meter över havet. I omgivningarna runt Löytänänjärvi växer i huvudsak blandskog. Arean är 1,48 kvadratkilometer och strandlinjen är 9,38 kilometer lång. Sjön  ingår i Kumo älvs huvudavrinningsområde. 